# جورج ديكرسون
جورج ديكرسون (بالإنجليزية: George Dickerson)‏ هو لاعب كرة قاعدة أمريكي، ولد في 1 ديسمبر 1892 في Renner, Dallas ‏ في الولايات المتحدة، وتوفي في 9 يوليو 1938 في لوس أنجلوس في الولايات المتحدة.

## وصلات خارجية
- جورج ديكرسون على موقعبيزبول رفرنس.كوم (الدوري الرئيسي) (الإنجليزية)
- جورج ديكرسون على موقعبيزبول رفرنس.كوم (الدوري الثانوي) (الإنجليزية)